# Käsukonna
Käsukonna – wieś w Estonii, w prowincji Järva, w gminie Järva. Przed reformą administracyjną z 2017 roku należała do gminy Imavere.
7 września 2015 roku z terenu wsi wydzielono miejscowość Hermani.